# گزتی

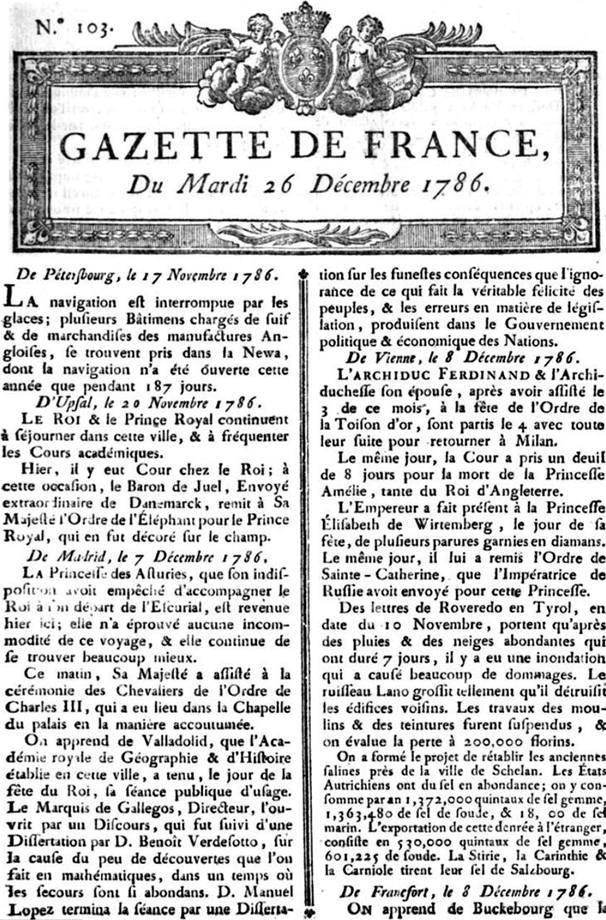
صفحه نخست روزنامه در ۲۶ دسامبر ۱۷۸۶

گزتی (به فرانسوی: La Gazette) نخستین مجله هفتگی فرانسه بود که تحت عنوان گزت (Gazette) در سال ۱۶۳۱ منتشر شد. ۳۰ مه ۱۶۳۱ نخستین شماره آن چاپ شد. شارل موراس نویسنده فرانسوی با این نشریه همکاری می‌کرد.